# Gian Battista Burato
Gian Battista Burato (Verona, 19 giugno 1731 – Verona, 1787) è stato un pittore italiano attivo nella sua città natale.
Fin da giovane mostrò l'inclinazione per la pittura e dopo aver affrontato gli studi in lettere venne inserito nella scuola di Paolo Pannelli. Venuto quest'ultimo a mancare, Giambattista si ritrovò a studiare da autodidatta sulle opere di antichi pittori dedicandosi alla copia. Vinse il primo premio ad un concorso a soggetto proposto dall'Accademia Reale di Parma. Tra le sue opere ricordiamo una Maria Vergine in gloria col Bambino per il coro della chiesa dei Santi Nazaro e Celso, un San Giorgio per la parrocchia di Brado a Sabbionetta, una Cena del Signore per Minerbe, una tavola con San Giovanni nepomuceno per Riva del Garda, un'Ultima cena per la cappella del Santissimo Sacramento della Cattedrale di Verona e un San Nicola di Bari nella chiesa dei Santi Pietro e Paolo di Fratta Polesine. Nel 1779, all'apice della sua carriera, divenne cieco. Ciò comportò diversi disagi economici. Nella malattia poté tuttavia contare sul suo allievo Agostino Ugolini che lo assistette completando tutte le opere da lui iniziate.